# فيكتور ساريانيدي
فيكتور إيفانوفيتش ساريانيدي أو فيكتور ساريجيانيدس (بالروسية: Ви́ктор Ива́нович Сариани́ди)‏ ؛ 23 سبتمبر 1929-22 ديسمبر 2013) عالم آثار سوفيتي. اكتشف بقايا حضارة العصر البرونزي في صحراء قره قوم عام 1976. أصبحت الحضارة تُعرف باسم مجمع باكتريا مارجيانا الأثري.

## السيرة الشخصية
ولد فيكتور سريانيدي في 23 سبتمبر 1929 في طشقند في عائلة من أصل يوناني بنطي. هاجر والديه، يوانيس وأثينا سريانيدي إلى هناك من يالطا في عشرينيات القرن الماضي.
تخرج سريانيدي من جامعة ولاية آسيا الوسطى عام 1952. ثم حصل على درجة الماجستير عام 1961 من معهد الآثار التابع لأكاديمية العلوم السوفيتية في موسكو. وكانت أطروحته للدكتوراه بعنوان أفغانستان في العصر البرونزي والحديدي عام 1975.
التحق سريانيدي بموظفي معهد الآثار، حيث بقي فيها طوال حياته المهنية.
في عام 1996، انتقل إلى اليونان.
توفي سريانيدي ليلة 22 ديسمبر 2013 في موسكو.

## الحياة المهنية
عندما كان لا يزال طالباً، بدأ سريانيدي في عام 1949 العمل في المواقع الأثرية في تركمانستان تحت إشراف ميخائيل ماسون. بعد تخرجه من جامعة ولاية آسيا الوسطى عام 1952، التحق بالمتحف التاريخي في سمرقند، حيث عمل لمدة عامين.
شارك سريانيدي في أعمال التنقيب عن آثار طاهربي، ياز دبه (1955-1956)، توغولوك (السبعينيات). منذ عام 1974، أشرف على الحفريات التي أدت إلى اكتشاف ثقافة مارغيانا [الإنجليزية] (أو مارغوش)، واكتشاف أكثر من 200 مستوطنة تعود إلى العصر البرونزي وأوائل العصر الحديدي في عام 1990. وكان من أهم هذه المدن العاصمة غونور تبه [الإنجليزية]، التي تأسست في نهاية الألفية الثالثة قبل الميلاد، واستمرت حتى حوالي 1600 قبل الميلاد. كان للمدينة قصر مركزي محمي بجدران محصنة بأبراج مستطيلة. خارج هذه الجدران، على الجانب الشرقي، اكتشف أقدم معبد نار معروف، "سبق زرادشت [1000 قبل الميلاد؟] بما لا يقل عن ألف وخمسمائة عام ولكنه مرتبط بما سيصبح طقوس إيمانه". أقيمت المعابد القربانية على طول الواجهات الجنوبية والغربية للجدران. كانت المعابد محاطة بسلسلة ثانية من الجدران الضخمة المحصنة. في الجنوب، اكتشف بركتين (إحداهما بقياس 100 × 60 مترًا)، وعلى أساسهما اعتقد بأن سكان غونور عبدوا الماء. تسببت اكتشافات مارغوش وغونور دبه في أن يجادل سريانيدي "بأنهم أثبتوا [د] أن وادي آمو داريا (نهر أوكسوس) في آسيا الوسطى يشكل نقطة نشأة رابعة للحضارة الحضرية، جنبًا إلى جنب مع أنهار النيل والسند ودجلة والفرات. ".
في عام 1978، اكتشف سريانيدي ستة مقابر غير مضطربة في تيليا تبه [الإنجليزية]، يعود تاريخها إلى القرن الأول قبل الميلاد. كان المتوفى مجهزًا بوفرة من الذهب، وهو ما يسمى بذهب باكتريان .
في عام 1996، اكتشف مدينة جنائزية كبيرة على بعد 350 مترًا إلى الغرب من جونور. استمرت أعمال التنقيب هناك على مدى السنوات العشر التالية، وعُثر على ما يقرب من 3000 مقبرة.

## الجوائز والتكريم
- صليب الذهب من وسام الشرف [الإنجليزية] من اليونان.[5]
- الجنسية الفخرية لتركمانستان، 2000.[8]
- جائزة مختومكولي الدولية، تركمانستان، 2001.[8]
- جائزة جمال الدين الأفغاني، أعلى وسام ثقافي لأفغانستان.

## روابط خارجية
- مقال عن فيكتور ساريجيانيدس (بما في ذلك الصورة) - موقع ERT باللغة اليونانية
- مقطع دعائي وثائقي عن فيكتور سريانيدي: الرمال السوداء للمخرج أناستاسيس أغاثوس
- فيكتور سريانيدي: مذكرة عن السيرة الذاتية، وكذلك عن موقع غونور تيبي الأثري